# Вепрева Пустынь (село)
Вепрева Пустынь — село Ростовского района Ярославской области, входит в состав сельского поселения Петровское.

## География
Расположено в 14 км на юго-запад от посёлка Петровское и в 36 км на юго-запад от Ростова.

## История
В прежнее время на месте этой пустыни был женский монастырь, основанный, по преданию, в XV веке княгиней Приимковой, урождённой Гвоздевой (в монашестве Евпраксия), где она скончалась и была погребена. Пустынь эта с 28 февраля 1687 года утверждена была за Переславским Даниловским монастырем Владимирской губернии. Позже здесь стоял мужской монастырь, упраздненный в 1764 году. Всего в Вепревой Пустыни находились три деревянные церкви, из которых две сгорели около 1790 года, а третья была заменена ныне существующей. Каменная одноглавая церковь сооружена в 1822 году и имела два престола: Успения Пресвятой Богородицы и св. Николая.
Название же свое эта местность получила потому, что в XV веке на берегу близ лежащего озера князь Семен Юрьевич Ворона убил огромного вепря, а в его отсутствие жена его княгиня Феодора была увезена князем В. Ю. Шемякой. Впоследствии времени княгиня Феодора поступила в монашество и основала здесь монастырь, вскоре сгоревший, но возобновленный княжной Ульяной, дочерью князя Ф. Д. Приимкова, и княгиней Марией, дочерью князя Г. И. Темкина.
В конце XIX — начале XX село входило в состав Карашской волости Ростовского уезда Ярославской губернии. В 1885 году в селе было 39 дворов.
С 1929 года село входило в состав Любилковского сельсовета Ростовского района, в 1935—1959 годах — в составе Петровского района, с 2005 года — в составе сельского поселения Петровское.

## Население
| 1859 | 1914 | 2007 | 2010 |
| ---- | ---- | ---- | ---- |
| 31   | ↘25  | ↘7   | ↗8   |

## Достопримечательности
В селе расположена действующая Церковь Успения Пресвятой Богородицы (1822).